# Шалабаев, Керим
Кери́м Шалаба́ев (1886, Каркаралинский уезд, Семипалатинская область, Российская империя — 1956, Джамбулская область, Казахская ССР) — заведующий овцеводческой фермой колхоза «Кзыл-отау» Коктерекского района Джамбулской области, Казахская ССР. Герой Социалистического Труда (1949).

## Биография
Происходит из рода Шымыр племени дулат.
Родился в 1886 году в крестьянской семье в одном из сельских населённых Каркаралинского уезда. С раннего возраста трудился в сельском хозяйстве. Во время коллективизации вступил в местную сельскохозяйственную артель по совместной обработке земли, которая в последующем была реорганизована в колхоз «Кзыл-отау» Коктерекского района. В 1934 году избран председателем этого же колхоза. С 1938 года — заведующий овцеводческой фермой родного колхоза.
Обеспечил организацию труда среди чабанов и внедрил новые зоотехнические методы, в результате чего труженики фермы под его руководством ежегодно показывали высокие трудовые результаты в овцеводстве. За выдающиеся трудовые достижения в 1946 году награждён Орденом Ленина и по итогам работы в 1947 году — Орденом «Знак Почёта». На начало 1948 года ферма содержала 1271 овцематок. Про итогам работы в 1948 году было получено 93 % смушек первого сорта и выращено в среднем по 116 ягнят от каждой сотни овцематок. Указом Президиума Верховного Совета СССР от 12 июля 1949 года удостоен звания Героя Социалистического Труда за «получение высокой продуктивности животноводства в 1948 году» с вручением ордена Ленина и золотой медали «Серп и Молот» (№ 4118).
Этим же указом званием Героя Социалистического Труда были награждены чабаны колхоза «Кзыл-отау» Копбай Токбаев и Чинжарбек Ускембаев.
Трудился в колхозе «Кзыл-отау» (позднее — совхоз имени Амангельды) Коктерекского района до своей кончины в 1956 году.
Память
Его именем названа улица в ауле Кушаман Мойынкумского района.
Награды
- Герой Социалистического Труда
- Орден Ленина — дважды (09.04.1947; 1949)
- Орден «Знак Почёта» (15.09.1948)